# George Fleming
Pour les articles homonymes, voir Fleming.
George Fleming (11 mars 1833 - 13 avril 1901) est un vétérinaire anglais qui s'est beaucoup intéressé aux maladies contagieuses.

## Publications
Georges Flemming est l'auteur d'un ouvrage publié en 1871 sur les épidémies animales.
Animal plagues : their history, nature and prevention 

(Londres, Chapman and Hall, 1871, 1882. 2 vols. 548 p)
Il a aussi écrit sur le phénomène d'hydrophobie (peur de l'eau) chez les animaux enragés.
« Rabies and Hydrophobia: their History, Nature, Causes, Symptoms, and Prevention »
Chapman and Hall, 1872. xiii, 405 p., col. front., ill.
Il a aussi publié en 1876 un petit ouvrage sur l'impact des maladies infectieuses animales sur la vie de la nation, en abordant les moyens de les combattre.
« The contagious diseases of animals: their influence on the wealth and health of the nation, and how they are to be combated »
publié à Londres 

(Baillière, Tindall, and Cox, 1876. - 32 p. ; 16 cm - Note: Read before the Society of Arts, February 23 rd, 1876).